# Subaru R2
O Subaru R2 é um kei car de quatro portas baseado no Subaru R-2, lançado em 2003, que podia ser equipado com transmissão continuamente variável (Câmbio CVT).